# St. Koloman (Fischerhäuser)

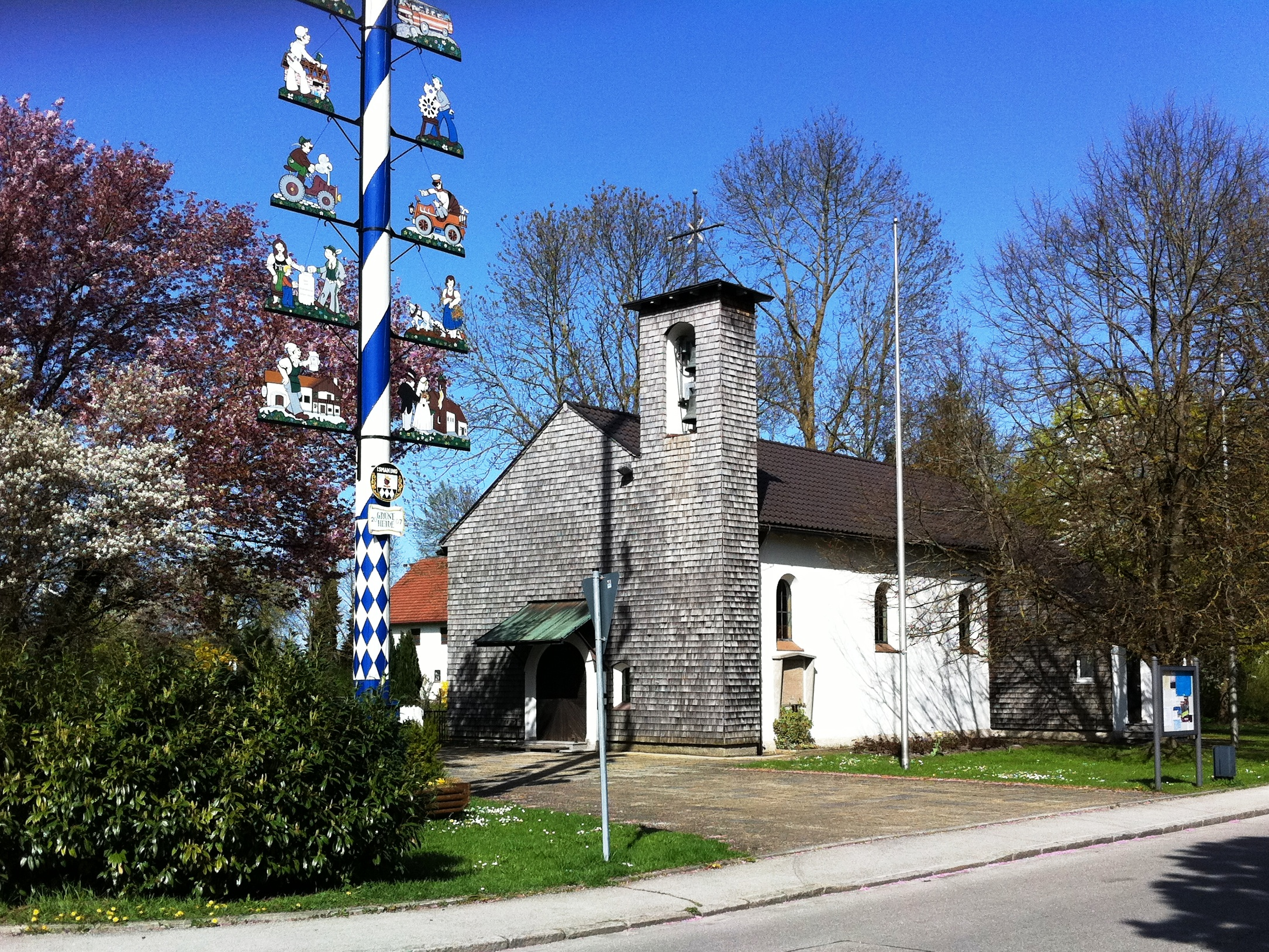
St. Koloman mit Maibaum im Ortszentrum von Fischerhäuser

St. Koloman, die so genannte Heidekirche, ist die römisch-katholische Filialkirche des Ismaninger Ortsteils Fischerhäuser. St. Koloman wurde im Stil der Neuromanik errichtet. An der Kirche ist eine Tafel mit den gefallenen Soldaten des Zweiten Weltkriegs angebracht. Der Architekt von St. Koloman war der Münchner Friedrich Ferdinand Haindl. Die Kirche gehört zum Katholischen Pfarrverband Ismaning und Unterföhring im Dekanat München-Nordost (Erzbistum München und Freising).

## Gründungsgeschichte
Nach dem Zweiten Weltkrieg wuchs die Ortsgemeinde Fischerhäuser an. Um 1950 lebten an der Gabelung der Straßen nach Erding und Freising rund 300 Einwohner und Grundbesitzer. Die katholischen Familien hatten beim Kirchgang etwa vier Kilometer bis zur Dorfkirche Sankt Johann Baptist zurückzulegen. Daher wurde – mit Unterstützung der Ismaninger Geistlichen – im Jahr 1950 ein Kirchenbauverein gegründet, mit dem Ziel, für die Heidebewohner eine eigene Kirche zu bauen. Im Mai 1952 wurde der Grundstein gelegt, im September 1952 war die Einweihung der Kirche. Zum Patron der Kirche wurde der heilige Koloman gewählt.

## Architektur und Innenausstattung
Die Kirche ist bis auf die völlig ungegliederte Fassade aus grauem Feldstein, in der sich nur das Rundbogenportal öffnet, weiß verputzt und wird durch bunte Rundbogenfenster beleuchtet. Der einschiffige Saal besitzt eine flache Holzdecke mit einer Empore über der gesamten Eingangsseite.
Die Kirche ist mit barocken und gotischen Kunstwerken aus den Ismaninger Kirchen ausgestattet, die dort in der Vergangenheit entfernt worden waren. Aufgestellt wurden ein spätgotischer St. Koloman, der als Pilger gekleidet ist, ein gotischer St. Leonhard aus dem 14. Jahrhundert und ein barocker St. Nepomuk.
2000 wurde ein restauriertes holzgeschnitztes Kreuz, das rund 50 Jahre an der Turm-Westseite der damaligen Ismaninger neuromanischen Kirche angebrachte Missionskreuz, an der Rückwand des Chors aufgerichtet.
Über der Sakristeitür befindet sich ein Herz Jesu-Bild aus dem ausgehenden 18. Jahrhundert und in der Nordwestecke der Kirche ist eine Darstellung der Taufe Jesu aus dem 17. Jahrhundert angebracht.
Eine barocke Marienskulptur mit dem Jesuskind vor der Tür zur Sakristei zierte einst ein Bienenhaus im Erdinger Raum. Ein Heidebewohner erkannte ihren Wert, erwarb sie und überließ sie der Kirche.

## Glocken
Aus dem offenen, schindelverkleideten Glockenträger läuten zwei Glocken aus Bronze im Tonabstand einer kleinen Terz, die 1953 von Karl Czudnochowsky in Erding gegossen wurden. Die Glocken im Einzelnen:
| Glocke | Durchmesser | Gewicht | Schlagton |
| ------ | ----------- | ------- | --------- |
| 1      | 790 mm      | 226 kg  | b′+8⁄16   |
| 2      | 700 mm      | 158 kg  | des″+8⁄16 |